# Turn- und Sportgemeinschaft 1899 Hoffenheim 2019-2020 (femminile)
Questa voce raccoglie le informazioni riguardanti la squadra femminile del Turn- und Sportgemeinschaft 1899 Hoffenheim nelle competizioni ufficiali della stagione 2019-2020.

## Maglie
Le tenute di gioco sono le stesse dell'Hoffenheim maschile.
| Casa | Trasferta | Terza divisa |

## Organigramma societario
Area tecnica
- Allenatore: Jürgen Ehrmann
- Vice allenatore:
- Vice allenatore:
- Preparatore dei portieri:

## Rosa
Rosa, ruoli e numeri di maglia come da sito DFB.de, aggiornati al 23 gennaio 2020.
| N. |                     | Ruolo | Calciatrice           |
| -- | ------------------- | ----- | --------------------- |
| 1  | Croazia (bandiera)  | P     | Martina Tufeković     |
| 2  | Germania (bandiera) | C     | Sarai Linder          |
| 4  | Germania (bandiera) | D     | Michaela Specht       |
| 5  | Svizzera (bandiera) | D     | Luana Bühler          |
| 6  | Germania (bandiera) | C     | Lena Lattwein         |
| 7  | Germania (bandiera) | C     | Chantal Hagel         |
| 8  | Germania (bandiera) | C     | Maximiliane Rall      |
| 9  | Austria (bandiera)  | D     | Katharina Naschenweng |
| 11 | Germania (bandiera) | A     | Lina Bürger           |
| 13 | Germania (bandiera) | D     | Isabella Hartig       |
| 15 | Germania (bandiera) | C     | Paulina Krumbiegel    |

| N. |                     | Ruolo | Calciatrice       |
| -- | ------------------- | ----- | ----------------- |
| 16 | Austria (bandiera)  | A     | Nicole Billa      |
| 17 | Germania (bandiera) | C     | Franziska Harsch  |
| 18 | Germania (bandiera) | C     | Anne Fühner       |
| 19 | Germania (bandiera) | D     | Judith Steinert   |
| 20 | Germania (bandiera) | P     | Janina Leitzig    |
| 21 | Germania (bandiera) | D     | Leonie Pankratz   |
| 22 | Austria (bandiera)  | C     | Jennnifer Klein   |
| 23 | Germania (bandiera) | D     | Jana Beuschlein   |
| 26 | Germania (bandiera) | C     | Laura Wienroither |
| 28 | Germania (bandiera) | C     | Tabea Waßmuth     |
| 33 | Germania (bandiera) | C     | Fabienne Dongus   |

## Calciomercato

### Sessione estiva
| Acquisti | Acquisti | Acquisti | Acquisti |
| R.       | Nome     | da       | Modalità |
| -------- | -------- | -------- | -------- |
|          |          |          |          |

| Cessioni | Cessioni        | Cessioni         | Cessioni   |
| R.       | Nome            | a                | Modalità   |
| -------- | --------------- | ---------------- | ---------- |
| P        | Friederike Abt  | Wolfsburg        | definitivo |
| D        | Johanna Kaisert | RB Lipsia        |            |
| A        | Dóra Zeller     | Bayer Leverkusen |            |

## Risultati

### Frauen-Bundesliga

#### Girone di andata
| Arbitro: | Stolz (Pritzwalk) |

|             |           |                                                            |
| Görlitz 87’ | Marcatori | 3’ Hartig 7’ Pankratz 21’, 63’ Billa 70’ Dongus 82’ Harsch |

| Arbitro: | Weigelt (Lipsia) |

|                                     |           |  |
| Waßmuth 1’, 36’ Billa 9’ Fühner 53’ | Marcatori |  |

| Arbitro: | Wildfeuer (Lubecca) |

|                           |           |  |
| Harder 45’, 65’ Pajor 60’ | Marcatori |  |

| Arbitro: | Michel (Gau-Odernheim) |

|                                                            |           |  |
| Billa 4’, 66’ Hartig 14’, 23’, 50’ Fühner 18’ Lattwein 85’ | Marcatori |  |

| Arbitro: | Joos (Leinfelden-Echterdingen) |

|            |           |                                      |
| Starke 33’ | Marcatori | 5’, 20’, 49’, 70’ Waßmuth 39’ Hartig |

| Arbitro: | Derlin (Bad Schwartau) |

|                  |           |  |
| Riley 22’ (aut.) | Marcatori |  |

| Arbitro: | Heidenreich (Sereetz) |

|             |           |                         |
| Rudelić 74’ | Marcatori | 13’, 20’ Billa 64’ Rall |

| Arbitro: | Wacker (Marbach am Neckar) |

|                  |           |  |
| Billa 31’ (rig.) | Marcatori |  |

| Arbitro: | Stolz (Pritzwalk) |

|  |           |                                                |
|  | Marcatori | 40’ (rig.) Billa 45’ Waßmuth 51’, 55’ Lattwein |

| Arbitro: | Wildfeuer (Lubecca) |

|                            |           |                         |
| Feiersinger 54’ Mauron 67’ | Marcatori | 72’ Bühler 76’ Pankratz |

| Arbitro: | Diekmann (Dortmund) |

|                                     |           |               |
| Billa 14’, 32’, 59’ Hartig 72’, 76’ | Marcatori | 12’ Prašnikar |

#### Girone di ritorno
| Arbitro: | Söder (Ingolstadt) |

|                |           |  |
| Billa 26’, 27’ | Marcatori |  |

| Arbitro: | Derlin (Bad Schwartau) |

|  |           |              |
|  | Marcatori | 57’ Lattwein |

| Arbitro: | Söder (Ingolstadt) |

|                     |           |                                            |
| Rall 72’ Bühler 84’ | Marcatori | 6’ Rolfö 15’, 80’ Harder 23’ Popp 70’ Huth |

| Arbitro: | Heidenreich (Sereetz) |

|                                  |           |                              |
| Schüller 19’, 82’ Ostermeier 26’ | Marcatori | 12’ Waßmuth 90+2’ Beuschlein |

| Arbitro: | Wacker (Marbach am Neckar) |

|                                                 |           |             |
| Rall 36’ Billa 37’ Waßmuth 86’ Beuschlein 90+4’ | Marcatori | 74’ Kayikçi |

| Arbitro: | Wacker (Marbach am Neckar) |

|                                           |           |  |
| Hendrich 84’ Damnjanović 87’ Magull 90+3’ | Marcatori |  |

| Arbitro: | Söder (Ingolstadt) |

|                                            |           |          |
| Lattwein 42’ Billa 46’ Hartig 52’ Rall 72’ | Marcatori | 65’ Wich |

| Arbitro: | Michel (Gau-Odernheim) |

|  |           |                                               |
|  | Marcatori | 6’, 29’, 45’ Naschenweng 35’, 42’, 64’ Hartig |

| Arbitro: | Appelmann (Alzey) |

|                                             |           |  |
| Waßmuth 37’ Beuschlein 59’ Billa 66’ (rig.) | Marcatori |  |

| Arbitro: | Biehl (Siesbach) |

|                                                        |           |  |
| Hartig 13’ Billa 28’ (rig.) Waßmuth 50’ Krumbiegel 70’ | Marcatori |  |

| Arbitro: | Derlin (Bad Schwartau) |

|                            |           |            |
| Chmielinski 1’ Lindner 80’ | Marcatori | 19’ Dongus |

### DFB-Pokal
| Arbitro: | Wacker (Marbach am Neckar) |

|  |           |                                                                   |
|  | Marcatori | 18’ Harsch 19’, 31’, 50’ Rall 37’ Hartig 47’ Billa 62’ Beuschlein |

| Arbitro: | Heidenreich (Sereetz) |

|                                                          |           |               |
| Hartig 9’, 76’ Rall 11’, 74’ Beuschlein 26’ Lattwein 31’ | Marcatori | 88’ Grajqevci |

| Arbitro: | Westerhoff (Bochum) |

|                               |           |                         |
| Nikolić 66’ Rudelić 92’, 112’ | Marcatori | 42’ Rall 120+2’ Waßmuth |

## Statistiche

### Statistiche di squadra
| Competizione         | Punti | In casa | In casa | In casa | In casa | In casa | In casa | In trasferta | In trasferta | In trasferta | In trasferta | In trasferta | In trasferta | Totale | Totale | Totale | Totale | Totale | Totale | DR  |
| Competizione         | Punti | G       | V       | N       | P       | Gf      | Gs      | G            | V            | N            | P            | Gf           | Gs           | G      | V      | N      | P      | Gf     | Gs     | DR  |
| -------------------- | ----- | ------- | ------- | ------- | ------- | ------- | ------- | ------------ | ------------ | ------------ | ------------ | ------------ | ------------ | ------ | ------ | ------ | ------ | ------ | ------ | --- |
| Frauen-Bundesliga    | 49    | 11      | 9       | 1       | 1       | 37      | 8       | 11           | 7            | 0            | 4            | 30           | 16           | 22     | 16     | 1      | 5      | 67     | 24     | +43 |
| DFB-Pokal der Frauen | -     | 1       | 1       | 0       | 0       | 6       | 1       | 2            | 1            | 0            | 1            | 9            | 3            | 3      | 2      | 0      | 1      | 15     | 4      | +11 |
| Totale               | -     | 12      | 10      | 1       | 1       | 43      | 9       | 13           | 8            | 0            | 5            | 39           | 19           | 25     | 18     | 1      | 6      | 82     | 28     | +54 |

### Andamento in campionato
| Giornata  | 1 | 2 | 3 | 4 | 5 | 6 | 7 | 8 | 9 | 10 | 11 | 12 | 13 | 14 | 15 | 16 | 17 | 18 | 19 | 20 | 21 | 22 |
| --------- | - | - | - | - | - | - | - | - | - | -- | -- | -- | -- | -- | -- | -- | -- | -- | -- | -- | -- | -- |
| Luogo     | T | C | T | C | T | C | T | C | T | T  | C  | C  | T  | C  | T  | C  | T  | C  | T  | C  | C  | T  |
| Risultato | V | V | P | V | V | V | V | V | V | V  | N  | V  | V  | V  | P  | P  | P  | V  | V  | V  | V  | P  |
| Posizione | 1 | 1 | 2 | 2 | 2 | 2 | 2 | 2 | 2 | 2  | 2  | 2  | 2  | 2  | 3  | 3  | 3  | 3  | 3  | 3  | 3  | 3  |

Legenda:

Luogo: C = Casa; T = Trasferta. Risultato: V = Vittoria; N = Pareggio; P = Sconfitta.

### Statistiche delle giocatrici
| Giocatore      | Frauen-Bundesliga | Frauen-Bundesliga | Frauen-Bundesliga | Frauen-Bundesliga | DFB-Pokal der Frauen | DFB-Pokal der Frauen | DFB-Pokal der Frauen | DFB-Pokal der Frauen | Totale   | Totale | Totale      | Totale     |
| Giocatore      | Presenze          | Reti              | Ammonizioni       | Espulsioni        | Presenze             | Reti                 | Ammonizioni          | Espulsioni           | Presenze | Reti   | Ammonizioni | Espulsioni |
| -------------- | ----------------- | ----------------- | ----------------- | ----------------- | -------------------- | -------------------- | -------------------- | -------------------- | -------- | ------ | ----------- | ---------- |
| J. Beuschlein  | 18                | 3                 | 1                 | 0                 | 3                    | 2                    | 0                    | 0                    | 21       | 5      | 1           | 0          |
| N. Billa       | 22                | 18                | 0                 | 0                 | 2                    | 1                    | 0                    | 0                    | 24       | 19     | 0           | 0          |
| L. Bühler      | 13                | 2                 | 0                 | 0                 | 1                    | 0                    | 0                    | 0                    | 14       | 2      | 0           | 0          |
| L. Bürger      | 13                | 0                 | 1                 | 0                 | 1                    | 0                    | 0                    | 0                    | 14       | 0      | 1           | 0          |
| F. Dongus      | 15                | 2                 | 3                 | 0                 | 3                    | 0                    | 0                    | 0                    | 18       | 2      | 3           | 0          |
| A. Fühner      | 16                | 2                 | 1                 | 0                 | 1                    | 0                    | 0                    | 0                    | 17       | 2      | 1           | 0          |
| C. Hagel       | 17                | 0                 | 1                 | 0                 | 2                    | 0                    | 0                    | 0                    | 19       | 0      | 1           | 0          |
| F. Harsch      | 21                | 1                 | 4                 | 0                 | 3                    | 1                    | 0                    | 0                    | 24       | 2      | 4           | 0          |
| I. Hartig      | 21                | 12                | 2                 | 0                 | 3                    | 3                    | 0                    | 0                    | 24       | 15     | 2           | 0          |
| J. Klein       | 1                 | 0                 | 0                 | 0                 | -                    | -                    | -                    | -                    | 1        | 0      | 0           | 0          |
| P. Krumbiegel  | 7                 | 1                 | 0                 | 0                 | 1                    | 0                    | 0                    | 0                    | 8        | 1      | 0           | 0          |
| L. Lattwein    | 20                | 5                 | 4                 | 0                 | 2                    | 1                    | 0                    | 0                    | 22       | 6      | 4           | 0          |
| J. Leitzig     | 14                | -12               | 0                 | 0                 | 2                    | -3                   | 0                    | 0                    | 16       | -15    | 0           | 0          |
| S. Linder      | 16                | 3                 | 1                 | 0                 | 3                    | 0                    | 0                    | 0                    | 19       | 3      | 1           | 0          |
| K. Naschenweng | 8                 | 3                 | 0                 | 0                 | 1                    | 0                    | 0                    | 0                    | 9        | 3      | 0           | 0          |
| L. Pankratz    | 20                | 2                 | 0                 | 0                 | 3                    | 0                    | 0                    | 0                    | 23       | 2      | 0           | 0          |
| M. Rall        | 21                | 4                 | 0                 | 0                 | 3                    | 6                    | 0                    | 0                    | 24       | 10     | 0           | 0          |
| M. Specht      | 22                | 0                 | 3                 | 0                 | 3                    | 0                    | 0                    | 0                    | 25       | 0      | 3           | 0          |
| J. Steinert    | 1                 | 0                 | 0                 | 0                 | -                    | -                    | -                    | -                    | 1        | 0      | 0           | 0          |
| M. Tufeković   | 8                 | -6                | 0                 | 0                 | 1                    | -1                   | 0                    | 0                    | 9        | -7     | 0           | 0          |
| T. Waßmuth     | 18                | 11                | 0                 | 0                 | 1                    | 0                    | 0                    | 0                    | 19       | 11     | 0           | 0          |
| L. Wienroither | 8                 | 0                 | 1                 | 0                 | 3                    | 0                    | 1                    | 0                    | 11       | 0      | 2           | 0          |